# Irbejskoe
Irbejskoe (in russo Ирбейское?) è un villaggio della Russia asiatica, situato nel Territorio di Krasnojarsk. È il centro amministrativo del distretto Irbejskij.
Si trova sulle rive del fiume Kan (affluente dell'Enisej), circa 170 km a est di Krasnoyarsk.